# Angren
Angren es una ciudad en el este de Uzbekistán en la provincia de Taskent.

## Datos básicos
- Según estimación 2010 contaba con una población de 127.781 habitantes.[1]
- Se encuentra 115 km al este de Tashkent.
- También cuenta con un museo.

## Economía
Fue fundada en 1946 como un centro de la industria del carbón en Uzbekistán. Angren una notable ciudad industrial tiene una gran construcción de materiales de la industria, una planta de transformación de caucho y central.